# Tilani
Die Tilani war eine Masseneinheit (Gewichtsmaß) in Bergkarabach und galt als Handelsgewicht. Das Maß galt für Lebensmittel, wie Getreide, Reis, Früchte und Sirup. Auch Baumwolle wurde mit dem Maß gewogen. Daneben gab es noch das Misani und das Otar als Masseneinheit. 
- 1 Tilani-Batman = 54 Tilani-Stil zu 60 Solotnik (russ.) = 13,821 Kilogramm
- 1 Tilani-Stil = 1/54 Tilani-Batmann = 60 Solotnik (russ.) = 255,95 Gramm